# Fiona Hyslop
Pour les articles homonymes, voir Hyslop.
Fiona Hyslop, née le 1er août 1964 à Irvine, est une femme politique britannique. 
Membre du Parti national écossais, elle occupe depuis 2007 plusieurs fonctions ministérielles au sein du gouvernement écossais.